# Vladimir Jovanović (Basketballtrainer)
Vladimir Jovanović (* 15. März 1984 in Mladenovac) ist ein serbischer Basketballtrainer.

## Werdegang
Jovanović wurde 2012 Co-Trainer bei KK FMP Belgrad und arbeitete dort mit den Cheftrainern Milan Gurović und dann Slobodan Klipa zusammen. In der Saison 2016/17 führte Jovanović den Nachwuchs von KK Roter Stern Belgrad zum Gewinn der serbischen Jugendmeisterschaft. Im Sommer 2017 trat er bei KK FMP Belgrad seine erste Cheftrainerstelle im Profibereich an. In der Saison 2017/18 wurde FMP unter seiner Leitung serbischer Vizemeister. Mit Dezember 2020 kam es zur Trennung, zu diesem Zeitpunkt wies die von ihm betreute Mannschaft in der Adriatischen Basketballliga seit dem Beginn der Saison 2017/18 zwei Siege und sechs Niederlagen auf.
Anfang Februar 2021 wurde Jovanović in Kroatien Trainer von KK Cibona Zagreb, Anfang Januar 2022 endete diese Tätigkeit. Im Sommer 2022 verpflichtete KK Roter Stern Belgrad ihn als neuen Cheftrainer. Mitte November 2022 trennte man sich wieder. Unter Jovanović war Roter Stern in der EuroLeague in sieben Spielen nur einmal siegreich gewesen, in der Adriatischen Basketballliga wies die Mannschaft zum Zeitpunkt des Endes seiner Amtszeit vier Saisonsiege und eine Niederlage auf.
Mitte Januar 2023 wurde er Trainer von KK Igokea Aleksandrovac in Bosnien und Herzegowina.

### Nationalmannschaft
Bei der U18-Europameisterschaft 2016 war Jovanović als Assistenztrainer Mitglied der serbischen Mannschaft.
Ende Januar 2020 holte Igor Kokoškov ihn als Assistenztrainer in den Stab der serbischen Herrennationalmannschaft. Nach der verpassten Olympiaqualifikation endete Kokoškovs und damit auch Jovanovićs Amtszeit bei der Nationalmannschaft.
Jovanović wurde im Dezember 2020 Trainer der serbischen U20-Nationalmannschaft. Im Juli 2022 gewann die Auswahl unter seiner Leitung die B-Europameisterschaft und blieb bei dem Turnier in Tiflis ungeschlagen.